# Erikslunds handelsområde
Erikslunds handelsområde är ett handelsområde och en stadsdel i det administrativa bostadsområdet Eriksborg-Hagaberg-Erikslund i Västerås, Västmanlands län. Det ligger norr om E18 och väster om Riksväg 66 (Surahammarsvägen).
Den första hyresgästen flyttade in redan 1985 och idag har området växt till att bli ett av de större handelsområden i Sverige. Erikslunds handelsområde har idag över 160 butiker och 200.000 kvm handelsyta, nästan 28 fotbollsplaner med bara shopping och ca 10 miljoner besökare/år. Området blev 2013-2015 utsett till ett av Sveriges bästa handelsområde av sina kunder.
Stadsdelen Erikslund ligger norr om E18 och avgränsas av den samt av Surahammarsvägen samt grönområden väster och norr om handelsområdet. I öster gränsar stadsdelen mot Eriksborg och i söder, över E18 till Bäckby.